# 弗雷德里克·罗森克兰茨
弗雷德里克·罗森克兰茨（瑞典語：Fredrik Rosencrantz，1879年10月26日—1957年4月15日），瑞典男子马术运动员。他曾代表瑞典参加1912年夏季奥林匹克运动会马术比赛，获得团体场地障碍赛金牌。